# Gunnarella neocaledonica
Gunnarella neocaledonica är en orkidéart som först beskrevs av Alfred Barton Rendle, och fick sitt nu gällande namn av Karlheinz Senghas. Gunnarella neocaledonica ingår i släktet Gunnarella och familjen orkidéer.
Artens utbredningsområde är Nya Kaledonien. Inga underarter finns listade i Catalogue of Life.